# NGC 203
NGC 203 je galaksija u zviježđu Ribe.

## Vanjske poveznice
- SEDS: NGC 0203